# تی‌ای‌ام کارگو
تی‌ای‌ام کارگو (به انگلیسی: TAM Cargo) یک شرکت هواپیمایی با کد یاتا M3 است. دفتر مرکزی تی‌ای‌ام کارگو در برزیل واقع شده‌است.